# سنگ‌چشم‌کوکوی گلوارغوانی
سنگ‌چشم‍کوکوی گلوارغوانی (نام علمی: Campephaga quiscalina) گونه‌ای از پرندگان تیرهٔ سنگ‌چشم‌کوکویان (Campephagidae) است. این گونه در آنگولا، بنین، کامرون، جمهوری آفریقای مرکزی، جمهوری کنگو، جمهوری دموکراتیک کنگو، ساحل عاج، گینه استوایی، گابن، غنا، گینه، کنیا، لیبریا، مالی، نیجریه، سیرالئون جنوبی، سوئد، سیرا لئون، و تازانی جنوبی، سوئد، تازانی، سوئد و تازانی جنوبی یافت می‌شود. زامبیا زیستگاه‌های طبیعی آن جنگل‌های خشک نیمه‌گرمسیری یا گرمسیری، جنگل‌های جلگه‌ای نمناک نیمه‌گرمسیری یا گرمسیری و جنگل‌های کوهستانی نمناک نیمه‌گرمسیری یا گرمسیری است.